# 心鎖
《心鎖》是郭良蕙的作品之一，1962年先於「徵信新聞報」的副刊（《中國時報》「人間副刊」的前身）中連載，同年9月大業書店出版了長篇小說，但不久後就被列為禁書，直至1986年才解禁。1986年也曾被翻拍成電影，由何藩導演，呂秀齡（呂㛢菱）、林瑞陽主演，在台灣和香港也票房理想， 更被國際級成人品牌Penthouse安排在日本發行。
2001年12月由九歌出版社重新出版。最新版本為2014年3月由郭良蕙新事業有限公司出版。

## 故事主要人物
依據國立成功大學蔡淑芬碩士論文《解嚴前後臺灣女性作家的吶喊和救贖──以郭良蕙、聶華苓、李昂、平路為例》整理《心鎖》主要人物簡介如下：
- 夏丹琪：故事女主角。長相漂亮，出身一般家庭，與母親相依為命。嫁給江夢輝。
- 范林：夏丹琪的初戀情人。個性風流，原與夏丹琪交往，後與江夢萍結婚，卻又與夏丹琪藕斷絲連。
- 江夢輝：江家長子。個性忠厚老實，赴美學醫後回臺任職於私立診所。在聖誕舞會送夏丹琪回家後，對她產生好感，並向其求婚。
- 江夢石：江家次子，個性風流倜儻，外表英俊。雖已和王玉鸞結婚，但依舊每晚出門獵豔，喜好飛車，擁有一臺摩托車。
- 江夢萍：夢輝、夢石的妹妹，長相平庸，與夏丹琪為大學同學。忌妒范林與夏丹琪的過往。
- 王玉鸞：江夢石的太太，負責操持家務。對於丈夫一再的出軌束手無策，經常負氣回娘家，再由江夢萍勸回江家。

## 情節
以下情節簡介依據學者簡介：
原本守身如玉的夏丹琪，與范林發生第一次的性行為。但范林隨後在聖誕舞會上結識家境富裕的江夢萍，並對她頻頻釋出好意。江夢萍在大哥江夢輝的的追問下，謊稱兩人預計訂婚。原先懷疑范林、夏丹琪兩人關係的江夢輝便放心追求夏丹琪，而聽到兩人訂婚消息的夏丹琪為了報復范林的不忠，於是負氣嫁給有錢有勢的醫生江夢輝，也就是江夢萍的哥哥。
原僅為享受富裕生活的范林，在婚後頓時對江夢萍失去興趣，轉向與舊情人夏丹琪求歡。夏丹琪原先強烈拒絕范林的示好，但是與江夢輝相處下，夏丹琪禁不住范林的引誘，與他舊情復燃並發生多次性關係。夏丹琪因而陷入了極為矛盾與掙扎的情慾糾葛。
在夏丹琪與范林藕斷絲連之際，小叔江夢石也頻頻向夏丹琪示好。夏丹琪因為在日月潭被母親發現與范林的私會後，試圖徹底擺脫范林。然而在家中恍惚時，卻被江夢石趁虛而入。原本強力抵抗的夏丹琪，屈服於江夢石的技巧之下，隨後與之發生關係後也同樣飽受罪惡感折磨。某次被江夢石帶去北投秀麗閣幽會後，預備離去的夏丹琪與江夢石恰巧碰到結束性交易的范林。醋意大發的范林和江夢石為了爭奪夏丹琪的歡心，於是兩人在下山的路上飛車競速，卻雙雙發生車禍。先行下車的夏丹琪為掩蓋與兩人偷情的事情，悄悄離開意外現場，回到自己的家。得知母親前往教會時，心裡滿懷對於宗教的信仰踏上教堂台階。

## 作品評價
《心鎖》的內容，使得當時的女作家如蘇雪林、謝冰瑩等人以「道德敗壞」、「亂倫」等評語，發起了對於《心鎖》的攻擊。後續也衍生了對於作者郭良蕙以及查禁《心鎖》的風波出現，當時文壇也對《心鎖》的評價有所論戰。
隨著1986年《心鎖》解禁，以及臺灣女性文學研究的興起，研究者從女性情慾的解放以及臺灣五○年代社會背景的角度《心鎖》給予評價：
如成功大學外國語文學系教授張淑麗認為，《心鎖》對於性欲的大膽描寫以及後續衍生的風波，開啟讀者對於文學與社會、美學與政治、情欲與道德風俗的多方思考。也針對1970年代對於《心鎖》引起的論戰指出：「不正反映出1970年代整體社會對於女／性意識崛起的集體恐慌、焦慮與言論制裁？」
又如臺灣文學研究者，政治大學台灣文學研究所教授范銘如指出：「郭良蕙在1962年出版的《心鎖》，暴露出女性身分地理中的各種矛盾張力，挑戰執政權威所企圖建構的『統一』的女性主體性。」並認為：「郭良蕙的作品雖然不斷探觸性別政治，但是她側重女性主體性的質詢、對霸權論述的解構，運用多重、分裂而不穩定的女性身分來突顯主流意識形態的專斷絕對。」
台灣文學研究者應鳳凰則從臺灣文學史的敘事切入，認為《心鎖》既無法歸入一般認為的50年代反共文學，也無法納進60年代的現代文學之中，藉此來反思一般台灣文學史的敘事問題。